# Mi amor frente al pasado
Mi amor frente al pasado é uma telenovela mexicana, produzida pela Televisa e exibida pelo El Canal de las Estrellas entre 19 de junho e 30 de outubro de 1979.
Era uma mini telenovela semanal exibida nas terças feiras.

## Elenco
- Blanca Sánchez
- Arturo Beristáin
- Martha Navarro
- Roberto Cañedo